# Verwaltungsgliederung der Oblast Uljanowsk
Die Oblast Uljanowsk im Föderationskreis Wolga der Russischen Föderation gliedert sich in 21 Rajons und 3 Stadtkreise. Den Rajons sind insgesamt 31 Stadt- und 112 Landgemeinden unterstellt (Stand: 2010).

## Stadtkreise
| [ 1 ] | Stadtkreis    | Einwohner | Fläche (km²) | Bevölkerungs- dichte (Ew./km²) | Stadt- bevölkerung | Land- bevölkerung | Anzahl städtischer Siedlungen | Anzahl ländlicher Siedlungen |
| ----- | ------------- | --------- | ------------ | ------------------------------ | ------------------ | ----------------- | ----------------------------- | ---------------------------- |
| I     | Dimitrowgrad  | 127.483   | 103          | 1238                           | 127.483            | –                 | 1                             | –                            |
| II    | Nowouljanowsk | 20.740    | 254          | 82                             | 16.239             | 4.501             | 1                             | 5                            |
| III   | Uljanowsk     | 624.632   | 622          | 1003                           | 602.789            | 21.843            | 1                             | 30                           |

## Rajons
| [ 1 ] | Rajon           | Einwohner | Fläche (km²) | Bevölkerungs- dichte (Ew./km²) | Stadt- bevölkerung | Land- bevölkerung | Verwaltungssitz     | Weitere Orte                                               | Anzahl Stadt- gemeinden | Anzahl Land- gemeinden |
| ----- | --------------- | --------- | ------------ | ------------------------------ | ------------------ | ----------------- | ------------------- | ---------------------------------------------------------- | ----------------------- | ---------------------- |
| 2     | Barysch         | 44.677    | 2256         | 20                             | 28.156             | 16.521            | Barysch             | imeni W. I. Lenina, Ismailowo, Schadowka, Starotimoschkino | 5                       | 4                      |
| 1     | Basarny Sysgan  | 10.105    | 825          | 12                             | 5.824              | 4.281             | Basarny Sysgan      |                                                            | 1                       | 4                      |
| 4     | Insa            | 34.888    | 2020         | 17                             | 21.423             | 13.465            | Insa                | Glotowka                                                   | 2                       | 6                      |
| 5     | Karsun          | 25.312    | 1769         | 14                             | 11.659             | 13.653            | Karsun              | Jasykowo                                                   | 2                       | 6                      |
| 6     | Kusowatowo      | 25.018    | 2098         | 12                             | 8.822              | 16.196            | Kusowatowo          |                                                            | 1                       | 5                      |
| 7     | Maina           | 27.783    | 2306         | 12                             | 9.907              | 17.876            | Maina               | Ignatowka                                                  | 2                       | 5                      |
| 8     | Melekesski      | 39.228    | 3472         | 11                             | 12.912             | 26.316            | Dimitrowgrad        | Mullowka, Nowaja Maina                                     | 2                       | 6                      |
| 9     | Nikolajewka     | 27.345    | 2084         | 13                             | 6.432              | 20.913            | Nikolajewka         |                                                            | 1                       | 8                      |
| 10    | Nowaja Malykla  | 16.681    | 971          | 17                             | –                  | 16.681            | Nowaja Malykla      |                                                            | –                       | 5                      |
| 11    | Nowospasskoje   | 22.618    | 1301         | 17                             | 11.138             | 11.480            | Nowospasskoje       |                                                            | 1                       | 5                      |
| 12    | Pawlowka        | 14.977    | 1018         | 15                             | 5.716              | 9.261             | Pawlowka            |                                                            | 1                       | 5                      |
| 13    | Radischtschewo  | 13.614    | 1637         | 8                              | 4.441              | 9.173             | Radischtschewo      |                                                            | 1                       | 4                      |
| 14    | Sengilei        | 24.834    | 1349         | 18                             | 15.271             | 9.563             | Sengilei            | Krasny Guljai, Silikatny, Zemsawod                         | 3                       | 3                      |
| 15    | Staraja Kulatka | 14.540    | 1180         | 12                             | 5.376              | 9.164             | Staraja Kulatka     |                                                            | 1                       | 4                      |
| 16    | Staraja Maina   | 19.099    | 2044         | 9                              | 6.864              | 12.235            | Staraja Maina       |                                                            | 1                       | 6                      |
| 17    | Surskoje        | 20.224    | 1688         | 12                             | 6.987              | 13.237            | Surskoje            |                                                            | 1                       | 6                      |
| 18    | Terenga         | 18.940    | 1756         | 11                             | 5.181              | 13.759            | Terenga             |                                                            | 1                       | 5                      |
| 21    | Tscherdakly     | 41.545    | 2442         | 17                             | 11.790             | 29.755            | Tscherdakly         |                                                            | 1                       | 9                      |
| 19    | Uljanowsk       | 36.493    | 1273         | 29                             | 10.452             | 26.041            | Ischejewka          |                                                            | 1                       | 5                      |
| 3     | Weschkaima      | 20.180    | 1436         | 14                             | 8.832              | 11.348            | Weschkaima          | Tschufarowo                                                | 2                       | 4                      |
| 20    | Zilninski       | 27.623    | 1293         | 21                             | 4.157              | 23.466            | Bolschoje Nagatkino | Zilna                                                      | 1                       | 7                      |

Anmerkungen:
1. 1 2  Nummer des Rajons/Stadtkreises (in alphabetischer Reihenfolge der Namen im Russischen)
2. 1 2  Einwohnerzahlen vom 1. Januar 2010 (Berechnung)
3. ↑  Siedlungen städtischen Typs bzw. Stadtgemeinden
4. ↑  Stadt gehört nicht zum Rajon, sondern bildet eigenständigen Stadtkreis; Einwohnerzahl der Stadt nicht bei der Berechnung der Bevölkerungsdichte berücksichtigt
5. ↑  die Siedlung städtischen Typs Zemsawod gehört zur Stadtgemeinde Sengilei